# Reddit
Reddit je otevřenou internetovou sociální sítí, založenou na principu předkládání obsahu uživateli a jeho následného hodnocení pomocí hlasování. Název serveru je anglickou slovní hříčkou ze slovního spojení „I read it“ (četl jsem to). Reddit má celosvětovou komunitu čítající každý měsíc více než 540 milionů jedinečných uživatelů z více než dvou set zemí.

## Společnost
Reddit byl založen v roce 2005 dvojicí amerických vysokoškolských studentů Steve Huffmanem a Alexis Ohaninanem v Massachusetts, USA. V roce 2006 přešel pod vydavatelskou společnost Condé Nast a přesunul své sídlo do San Francisca.
Od té doby zaznamenal Reddit výrazný růst v počtu uživatelů, byly přidány nové funkce a možnosti. Reddit zaměstnává více než 400 zaměstnanců (září 2018).

## Funkce
Každý zaregistrovaný uživatel redditu (redditor) má možnost vkládat na stránku obsah ve formě textu, obrázku, videa, odkazu nebo příspěvek pro hlasování. Obsah se vkládá do tematických kategorií zvaných subreddity, kde uživatelé mají možnost o obsahu hlasovat nebo k němu psát vlastní komentáře. Každý uživatel má vždy možnost dát každému příspěvku jeden hlas, a to buď pozitivní (upvote), nebo negativní (downvote). Příspěvky s větším hodnocením mají pak vyšší prioritu při zobrazení dalším uživatelům. Rozdíl kladných a záporných hlasů se pak uživateli, který příspěvek předložil, započítává jako body, nazvané karma. Stejný systém funguje také u komentářů pod příspěvky.
Reddit umožňuje zobrazování obrázků a přehrávání videí z různých internetových přehrávačů. Funkce redditu může být dále rozšířena různými doplňkovými pluginy do prohlížeče, jako např. Reddit Enhancement Suite. Existují také různé aplikace, které usnadňují zobrazení obsahu z redditu na chytrých telefonech.

## Reddit Premium
Reddit Premium (v minulosti Reddit Gold) je zpoplatněná funkce, která uživateli usnadňuje používání redditu a přináší mu řadu výhod. Zároveň se jedná o způsob financování provozu serverů, na kterých reddit běží, jedná se tedy o formu příspěvku. Zakoupený měsíc Reddit Premium financuje téměř čtyři hodiny provozu serverů.
Mezi hlavní výhody spojené se zakoupením Reddit Premium patří mimo jiné:
- možnost vypnout reklamy na redditu
- možnost výběru různých grafických témat
- možnost vytvoření vlastního reddit avatara
- zobrazování historie uživatelem navštívených odkazů z různých přístrojů
- vylepšený způsob zobrazování nových komentářů pod příspěvky
- měsíční příjem 700 Reddit Coins, měna na Redditu pomocí které mohou uživatelé ocenit oblíbené příspěvky

## Struktura

### Frontpage (/r/all)
Frontpage redditu je hlavní strana, na které se návštěvník ocitne při zadání adresy redditu do svého prohlížeče. Pro nepřihlášeného uživatele zobrazuje aktuálně nejpopulárnější příspěvky, ve kterých se sdílí příspěvky z širokého rámce zájmů. Některé subreddity jsou z Frontpage filtrovány, např. /r/dankmemes.

### Subreddit
Subreddit je název pro komunitu, ve které uživatelé sdílí příspěvky s určitým daným tématem. Každý zaregistrovaný uživatel který má dostatečný počet „karmy“ má možnost založit svůj vlastní subreddit, určovat jeho pravidla, přidávat další moderátory nebo měnit vzhled subreddit. Momentálně se na redditu nachází více než 853 tisíc různých subredditů. Mezi nejvíce navštěvované subreddity patří např. /r/funny, /r/pics nebo /r/aww.

#### IAmA
IAmA je název jedné z nejnavštěvovanějších komunit na redditu. Název je anglickým slovním spojením „I am a“, v překladu „jsem…“. Tento subreddit funguje jako platforma zprostředkujicí rozhovory s lidmi neobvyklého, zajímavého povolání, nebo se známými osobnostmi z různých sfér. Čtenáři posílají své dotazy formou komentáře, a na vybrané otázky, zejména ty nejvíce viditelné díky hlasování ostatních čtenářů, dotazovaný průběžně odpovídá.
Mezi nejvýznamnější osoby, které poskytly na redditu rozhovor formou AMA (Ask Me Anything, zeptejte se cokoliv) nebo AMAA (Ask Me Almost Anything, zeptejte se téměř cokoliv), patří zejména Bill Gates, zpěvačka Madonna, Arnold Schwarzenegger nebo bývalý americký prezident Barack Obama.
Každá osoba, která poskytuje rozhovor, musí projít systémem ověření moderátorů komunity. V říjnu roku 2020 bylo přihlášeno na odběr tohoto subredditu téměř 20,5 milionu uživatelů.